# SUSE Linux
SUSE je distrubucija Linux, narejena v Nemčiji. Lastnik licence je Novell Inc. Odprtokodna različica se imenuje openSUSE.

## Povezave
- Linux
- seznam Linux distribucij